# DeVaughn Nixon
Pour les articles homonymes, voir Nixon.
DeVaughn Nixon est un acteur américain né le 8 juillet 1984 à Los Angeles en Californie.

## Filmographie

### Cinéma
- 1990 : To Sleep with Anger : Sunny
- 1991 : Terminator 2 : Le Jugement dernier : Danny Dyson
- 1991 : Dernier Sacrifice : le premier garçon
- 1992 : Bodyguard : Fletcher
- 1993 : Sugar Hill : Raynathan à 11 ans
- 2004 : Game Box 1.0 : Sherman
- 2010 : Monster Heroes : Vilante
- 2011 : Prom : Tyler Barso

### Télévision
- 1991 : Guerres privées : Jamie Watson (1 épisode)
- 1993 : Le Prince de Bel-Air : Shaquille (1 épisode)
- 2001 : Lizzie McGuire : le propriétaire du snackbar (1 épisode)
- 2001 : One on One : Tracy (1 épisode)
- 2002 : The Hughleys : Derek et Kevin (1 épisode)
- 2004 : Quintuplets : le premier joueur (1 épisode)
- 2005 : JAG : Ben Quick (1 épisode)
- 2007 : Lincoln Heights : le premier adolescent (1 épisode)
- 2007 : The Unit : Commando d'élite : Sergent Larson (1 épisode)
- 2008 : The Game : Rookie (1 épisode)
- 2008 : Greek : Pookie (1 épisode)
- 2009 : MacKenzie Falls : Trevor (6 épisodes)
- 2010 : Sonny : Trevor (3 épisodes)
- 2010-2011 : Hard Times : Hamilton (8 épisodes)
- 2011-2013 : La Vie secrète d'une ado ordinaire : Omar (30 épisodes)
- 2012 : Kendra : Kenny (2 épisodes)
- 2014 : Twinzies : Couples Therapy : Theodore (1 épisode)
- 2017 : Runaways : Darius Davis